# Đồng bằng Stari Grad
Đồng bằng Stari Grad nằm gần thị trấn Stari Grad trên đảo Hvar, Croatia là một cảnh quan nông nghiệp đã được thành lập bởi những người dân thời thuộc địa Hy Lạp cổ đại trong thế kỷ thứ 4 trước Công nguyên, và vẫn còn được sử dụng cho đến ngày nay. Đồng bằng là khu vực nông nghiệp trên đảo lớn nhất trong khu vực biển Adriatic, và có độ màu mỡ đáng kể do sự lắng đọng của hoàng thổ trong kỷ Băng hà. Cảnh quan này gần như được bảo tồn hoàn toàn nguyên vẹn. Bố cục cổ xưa có nó đã được bảo tồn bằng cách duy tu cẩn thận các bức tường đá trong hơn 2400 năm, cùng với các hầm trú ẩn bằng đá và hệ thống thu gom nước. Các loại cây trồng chủ yếu là nho, ô liu vẫn được trồng trên các cánh đồng, đồng thời đây cũng là một khu vực bảo tồn tự nhiên. Địa điểm này là một ví dụ có giá trị về hệ thống nông nghiệp của Hy Lạp cổ đại  đã được UNESCO công nhận là Di sản thế giới từ năm 2008.

## Lịch sử
Năm 384 trước Công nguyên, Stari Grad bị người Hy Lạp đến từ đảo Paros đô hộ. Họ chia vùng đồng bằng này thành 75 thửa đất (được gọi là chora), mỗi thửa rộng khoảng 16 hecta được bao quanh bởi những bức tường đá khô. Những bức tường này có thể đã được xếp đặt lần thứ hai để khảo sát đồng bằng hoặc để di chuyển qua khu vực này. Bố cục thực địa ban đầu đã được các thế hệ kế tục tôn trọng bằng việc duy trì liên tục các bức tường. Hoạt động nông nghiệp trong chora đã không bị gián đoạn trong 2400 năm cho đến ngày nay. Những gì chúng ta thấy ngày nay là sự tiếp nối của cảnh quan văn hóa của những người Hy Lạp ban đầu.
Ngoài chora, người Hy Lạp còn xây dựng những kho nhỏ bằng đá khô được gọi là trim, nơi cất giữ các công cụ và trú ẩn khi thời tiết xấu. Các bể chứa lớn và rãnh nước cũng được xây dựng trên khắp đồng bằng để thu nước mưa, đối phó với khí hậu Địa Trung Hải khô hạn. Nhiều trong số những tòa nhà cổ kính vẫn được sử dụng cho những mục đích đó đến tận ngày nay.
Vào năm 229 trước Công nguyên, Stari Grad trở thành nơi ở của Demetrius của Pharos, một nhà cai trị Illyria, người đã chống lại sự chiếm đóng của La Mã trong một thời gian ngắn, mặc dù vào giữa thế kỷ 2 trước Công nguyên, nó đã trở thành thuộc địa của La Mã. Trong thời gian đó, nó là một trung tâm buôn bán nho và đánh bắt cá.